# Andriy Kulyk
Andriy Kulyk, né le 30 août 1989 à Soumy, est un coureur cycliste ukrainien. 

## Biographie
Il est le fils d'Alexandre Kulyk, ancien entraîneur de l'équipe nationale ukrainienne, tué le 3 mars 2022 lors de l'invasion russe de l'Ukraine,.

## Palmarès et résultats

### Palmarès par année
- 2010
  - 6e étape du Bałtyk-Karkonosze Tour
- 2012
  - 2e, 4e et 6e étapes du Tour de Roumanie
- 2014
  - 5e étape du Tour de Slovaquie
  - 2e du Grand Prix de Moscou
- 2015
  - 1re étape du Szlakiem Grodów Piastowskich
  - Baltic Chain Tour :
    - Classement général
    - 2e étape
- 2016
  - Visegrad 4 Bicycle Race - GP Slovakia
  - 2ea étape du Tour d'Ukraine (contre-la-montre par équipes)
- 2017
  - 2e étape du Bałtyk-Karkonosze Tour
- 2019
  -  Champion d'Ukraine sur route
  - 3e du Grand Prix Velo Alanya
- 2021
  - 3e du Grand Prix Velo Manavgat
  - 3e du championnat d'Ukraine sur route

### Classements mondiaux
| Année           | 2011   | 2012 | 2013 | 2014 | 2015 | 2016 | 2017 | 2018   | 2019 |
| --------------- | ------ | ---- | ---- | ---- | ---- | ---- | ---- | ------ | ---- |
| UCI Europe Tour | 1 153e | 382e | 603e | 269e | 166e | 723e | 690e | 1 465e | 436e |
| UCI Asia Tour   |        |      |      | 135e | 19e  |      | 417e | 296e   |      |